# Cayres
Cayres è un comune francese di 719 abitanti (2018) situato nel dipartimento dell'Alta Loira della regione dell'Alvernia-Rodano-Alpi.

## Società

### Evoluzione demografica
Abitanti censiti

## Geografia
I comuni più vicini a Cayres sono:
- nord: Saint-Christophe-sur-Dolaison (8.0 km)
- nord-est: Solignac-sur-Loire (7.9 km)
- nord-ovest: Séneujols (4.3 km)
- est: Le Brignon (5.9 km)
- sudovest: Ouides (6.0 km)
- sud: Le Bouchet-Saint-Nicolas (4.2 km)
 Landos
- sud-est: Costaros (4.8 km)
- ovest: Saint-Jean-Lachalm (7.8 km)